# Private Investigator (jogo eletrônico de 1996)
Private Investigator é um advergame adulto de ação e plataforma com pornografia interativa, lançado para Microsoft Windows em 1996. Foi desenvolvido pela Image-Line Software e publicado pela Private USA.

## Descrição e jogabilidade
É violento, é racista, é sexista, é Private Investigator, o controverso (e atualmente esquecido) game adulto dos anos 90. Você joga com Dick Slammer, um investigador especializado em casos de adultério. Um dia, Dick recebe em seu escritório a visita de Nancy Niesen (a esposa de um político da Casa Branca), que afirma que seu marido a está traindo e pede que ele investigue. Dick assume a missão, enquanto Nancy o espera em seu quarto.
Você precisa percorrer por estágios, coletando chaves e itens, socando, chutando ou atirando em inimigos (lutadores de kung fu, jogadores negros de basquete, senhoras idosas em cadeiras de rodas e chefes locais com pés de cabra) e evitando perigos. Em cada estágio existem prostitutas, e Dick pode fazer sexo com elas, obtendo em troca armas de fogo, munições, recargas de saúde e outros itens valiosos. No final de cada estágio, Dick encontra o marido infiel de Nancy e deve fotografá-lo com uma câmera para completar a fase. Estágios concluídos desbloqueiam novos brinquedos eróticos para Nancy brincar no quarto de Dick em sequências FMV.
O menu principal do jogo é o escritório de Dick Slammer em 3D com rotação de 360 graus. Além das portas que levam ao heliporto (verdadeiras missões do jogo) e ao quarto, existem vários objetos com os quais se pode interagir: a cabeça de alce empalhado conta piadas, o esqueleto humano recita citações de filósofos e políticos famosos, a TV mostra vários filmes pornográficos XXX, o computador contém revistas adultas (com fotos da então estrela pornô Sylvia Laurent), o telefone permite ouvir algumas conversas sexuais e o CD player permite alterar as opções de áudio.

## Trilha sonora
A música do jogo foi criada por Kirill Pokrovsky, ex-tecladista das bandas de heavy metal, Aria e Master.

## Bônus
O CD-ROM inclui uma demo jogável de PornMine (um clone de Campo Minado), e anúncios de outros produtos da Image Line e Private.

## Prêmio
Foi premiado como Melhor Jogo Interativo de 1996 no AMEE Award Show em Las Vegas.